# Florentyna Madejewska
Florentyna Madejewska ps.„ Antonina”, „Łukaszowa” (ur. w 1897 w Potoku, zm. w 1944) – żołnierz AK, Honorowa Obywatelka Jasła. 
Urodzona w rodzinie nafciarzy (panieńskie nazwisko Buszyńska), przybyłych z Kanady. W czasie II wojny światowej łączniczka AK. Zamordowana przez Niemców w Warzycach w 1944 r. za pomoc jasielskim więźniom.
W 2004 otrzymała pośmiertnie honorowe obywatelstwo Jasła.